# Sandrenzo
Sandrenzo es una aldea española situada en la parroquia de Cespón, del municipio de Boiro, en la provincia de La Coruña, Galicia. Tiene una población de 143 habitantes (INE, 2020).

## Demografía
| Gráfica de evolución demográfica de Sandrenzo entre 2000 y 2020 |
|                                                                 |
| Datos según el nomenclátor publicado por el INE.                |